# Caecum cooperi
Caecum cooperi är en snäckart som beskrevs av S. Smith 1860. Caecum cooperi ingår i släktet Caecum och familjen Caecidae. Inga underarter finns listade i Catalogue of Life.